# Lenguas uti
Las lenguas uti (también llamadas lenguas miwok-costano) constituyen una familia de lenguas nativas de los Estados Unidos habladas en la zona norte y central de California. Los miwok y los ohlone hablaban una lengua perteneciente a este grupo lingüístico. 
Todas las lenguas Utian se encuentran en peligro de desaparición.

## Clasificación
Callaghan (1997) señala que el grado de divergencia lingüística entre el proto-miwok y el proto-costano sería elevado, comparable al que existen entre el latín y el sánscrito entre las lenguas indoeuropeas (lo cual sugiere muy aproximadamente 4500 años de separación). Eso equivale a que aunque el parentesco genético es demostrable y la protolengua (proto-uti) es reconstruible, el parentesco por comparación directa no es evidente por sí mismo y sólo aparece después de una comparación extensiva de formas léxicas.

### Clasificación interna
La familia uti consta de 15 lenguas (o dialectos) con dos ramas principales, la rama miwokana (miwok) y la rama costana (costanoana). La clasificación siguiente se basa principalmente en Callaghan (2001). Otras clasificaciones califican al Costanoan del norte, Costanoan del sur, y Karkin como lenguajes únicos, con los siguientes subgrupos, cada uno considerado como dialecto:
I. Miwokano (también llamado Miwok, Miwuk, Moquelumnan) - 
A. Miwok este
1. Miwok de las llanuras 1 hablante (1962)
2. Miwok de la bahía (también Saclan) (†) – actualmente extinguido.
i. Miwok Sierra
3. Miwok Sierra Norte 6 (1994)
4. Miwok Sierra Central 12 (1994)
5. Miwok Sierra Sur 7 (1994)
B. Miwok Oeste
6. Miwok de la Costa (†) – Actualmente está extinguido, y probablemente fue un único lenguaje con dos dialectos. 
a. Miwok Bodega
b. Miwok Marin
7. Miwok del Lago 2 (1994)

Mapa de la localización de las lenguas costanas, con las principales localidades.

II. Ohlone (también llamado Costano) (†) – Toda la familia Ohlone (Costano) está actualmente extinguida. Chochenyo, Tamyen, y Ramaytush eran bastante similares y probablemente fueron un único lenguaje con varios dialectos. 
A. Costano Norte (†)
8. Chalon (también Cholon, Soledad) (†) (?) - Chalon puede ser una lengua de transición entre Costano Norte y Sur.
9. Awaswas (también Costano Santa Cruz) (†) – Todos los parlantes documentados del Awaswas eran bastante diferentes, por lo que probablemente no se trataba de un único lenguaje.
10. Tamyen (también Tamien, Costano Santa Clara) (†)
11. Chochenyo (también Chocheño, Chocheno, Costano Bahía Este)
12. Ramaytush (también San Francisco Costano)
B. Costano Sur (†)
13. Mutsun (también San Juan Bautista Costano) (†)
14. Rumsen (también Rumsien, San Carlos, Carmel) (†)
C. Karkin
15. Karkin (también Carquin) (†)

## Dialecto o Lengua
Al estudiar las ocho ramas del costanano, las fuentes difieren sobre si se trata de ocho dialectos o de ocho lenguas independientes. Richard Levy se contradice en este punto: primero dice que "los costananos eran un conjunto de pequeñas tribus que hablaban una lengua común... distinguidos unos de los otros por ligeras diferencias en el dialecto", y sin embargo después concluye que "Las ocho ramas de la familia costanana eran lenguajes separados (no-dialectos) tan diferentes entre sí como el español del francés." (Levy, 1978:485, "Language and Territory"). Randall Milliken (1995:24-26) afirma que había ocho dialectos, y que los dialectos del norte Ramaytush, Tamyen, Chochenyo y Karkin pudieron emerger durante la era de las misiones.

## Descripción lingüística

### Fonología
El inventario consonántico reconstruido para el proto-uti viene dado por:
|                         |                         | Labial | Dental | Post- alveolar | Palatal | Velar | Labio- velar | Glotal |
| ----------------------- | ----------------------- | ------ | ------ | -------------- | ------- | ----- | ------------ | ------ |
| Obstruyente no-continua | Obstruyente no-continua | *p     | *t     | *ṭ             | *č      | *k    | *kw          | *ʔ     |
| Obstruyente continua    | Obstruyente continua    |        | *s     | *ṣ             | *š      |       |              | *h     |
| Sonante                 | nasal                   | *m     | *n     |                |         |       |              |        |
| Sonante                 | no-nasal                |        | *l     |                | *y      | *w    |              |        |

En cuanto a las vocales se tiene 6 vocales breves y 6 vocales largas como muestra el siguiente cuadro:
|         | Anterior | Central | Posterior |
| ------- | -------- | ------- | --------- |
| Cerrada | *i, *iˑ  | *i, *iˑ | *u, *uˑ   |
| Media   | *e, *eˑ  |         | *o, *oˑ   |
| Abierta |          | *a, *aˑ |           |

### Comparación léxica: numerales
La siguiente tabla muestra los numerales del 1 al 10 en varias variantes de miwok y coastanoano:
| GLOSA | Costanoano | Costanoano                   | Costanoano                | Miwok           | Miwok                | Miwok          | Miwok        |
| GLOSA | karkin     | proto- costano septentrional | proto- Costano meridional | Miwok del llano | Miwok de la Sierra C | Miwok del lago | proto- miwok |
| ----- | ---------- | ---------------------------- | ------------------------- | --------------- | -------------------- | -------------- | ------------ |
| 1     | nistxan    | *himen                       | *himitsa                  | kenaty          | keñe                 | kenne          | *kene        |
| 2     | otxin      | *usin                        | *utxin                    | ʔojoko-         | otiko                | otta           | *ʔoṭi        |
| 3     | kapxan     | *kapxan                      | *kapxan                   | teloko          | toloksu              | teleka         | *telo-       |
| 4     | katawaš    | *katwats                     | *ut?it                    | ʔojeko          | oyisa                | otota          | *ʔoyisa-     |
| 5     | misuru     | *misur                       | *parw?š                   | kasoko          | masoka               | kedekko        | *maso.ka     |
| 6     | tanipos    | *saken                       | *(imi)nuksa               | temepu          | temoka               | patsadat       | *temo.ka     |
| 7     | kenetis    | *kenetis                     | *utuktsa                  | kenekak         | kenekagu             | cemlawi        | *kene.kak    |
| 8     |            |                              |                           | kawinta-        | kawinta              | ottaia         | *kawinṭa     |
| 9     | talan      | *tala-                       | *paki                     | woʔe            | woe                  | kenenhekak     | *woʔe-       |
| 10    | tagteitis  | *tantsarkt                   |                           | ʔekuke          | naatca               | ukukulsi       | *naʔača      |